# Лямбда Эридана
Лямбда Эридана (Lam Eri/λ Eridani/λ Eri, 69 Эридана) — звезда четвертой величины (4,27m) в созвездии Эридана. По яркости она сравнима с многими другими звездами довольно тусклого созвездия. Вместе с Бета Эридана, Тау Ориона и Пси Эридана она образует астеризм Скамейка для ног Ориона (Orion’s Footstool), на которой лежит левая нога Ориона.

## Характеристики
Весьма небольшая яркость этого бело-голубого горячего (23 100 K) субгиганта спектрального класса B2 объясняется тем, что он находится на расстоянии порядка 1750 световых лет, более чем в два раза дальше, чем его сосед Ригель. Если учесть, что Лямбда Эридана много излучает в ультрафиолете, а также что 0,16m звёздной величины поглощается межзвездной пылью, то можно рассчитать, что она имеет яркость около 39 000 солнечных, её энергия излучения сравнима с Ригелем (который в меньшей степени излучает в ультрафиолете и находится на более близком расстоянии, что делает его ярче). Из этой цифры можно оценить радиус Лямбды Эридана — он в 12 раз больше солнечного, и масса в 14 раз больше солнечной.
Быстрое вращение Лямбды Эридана (по причинам, до сих пор не ясным) превратило её в Be-звезду, которая имеет светящийся и вращающийся околозвёздный диск, что даёт возможность отнести Лямбду Эридана к звёздам типа Гаммы Кассиопеи. Однако весьма малый период пульсаций (менее суток) заставляет выделить её в отдельный класс, родоначальником которого она и стала — переменные типа Лямбды Эридана.
Диск, вероятно, имеет более или менее очерченные границы, делая Лямбду Эридана оболочечной звездой, то есть заставляет относить её в особую категорию звёзд, в которой диск более непрозрачен, чем обычно. Это явление, вероятно, связано с малыми периодическими изменениями яркости порядка десятых звездной величины за время, менее чем сутки. Какое-то время звезда считалась переменной типа β Цефея, но эта концепция была отвергнута. Оцениваемая экваториальная скорость вращения является крайне неопределённой: от 255 км/с до 336 км/с, которая, соответственно, даёт период вращения Лямбды Эридана порядка 2,4 или 1,8 дня. Быстрое вращение сплющивает звезду на полюсах, что приводит к неравномерности температуры по всей поверхности звезды (более горячая поверхность на полюсах, более холодная на экваторе, так называемый эффект гравитационного потемнения), что в свою очередь, приводит к увеличению неопределённости параметров звезды. Лямбда Эридана, начинала свою жизнь как горячая звезда класса B0, вдвое более яркая, чем сейчас, в настоящее время близка к концу своей жизни: водород в её недрах выгорает и вскоре она перейдет на стадию красного сверхгиганта, после чего, вероятно, взорвётся, как сверхновая.